# Фарширований перець

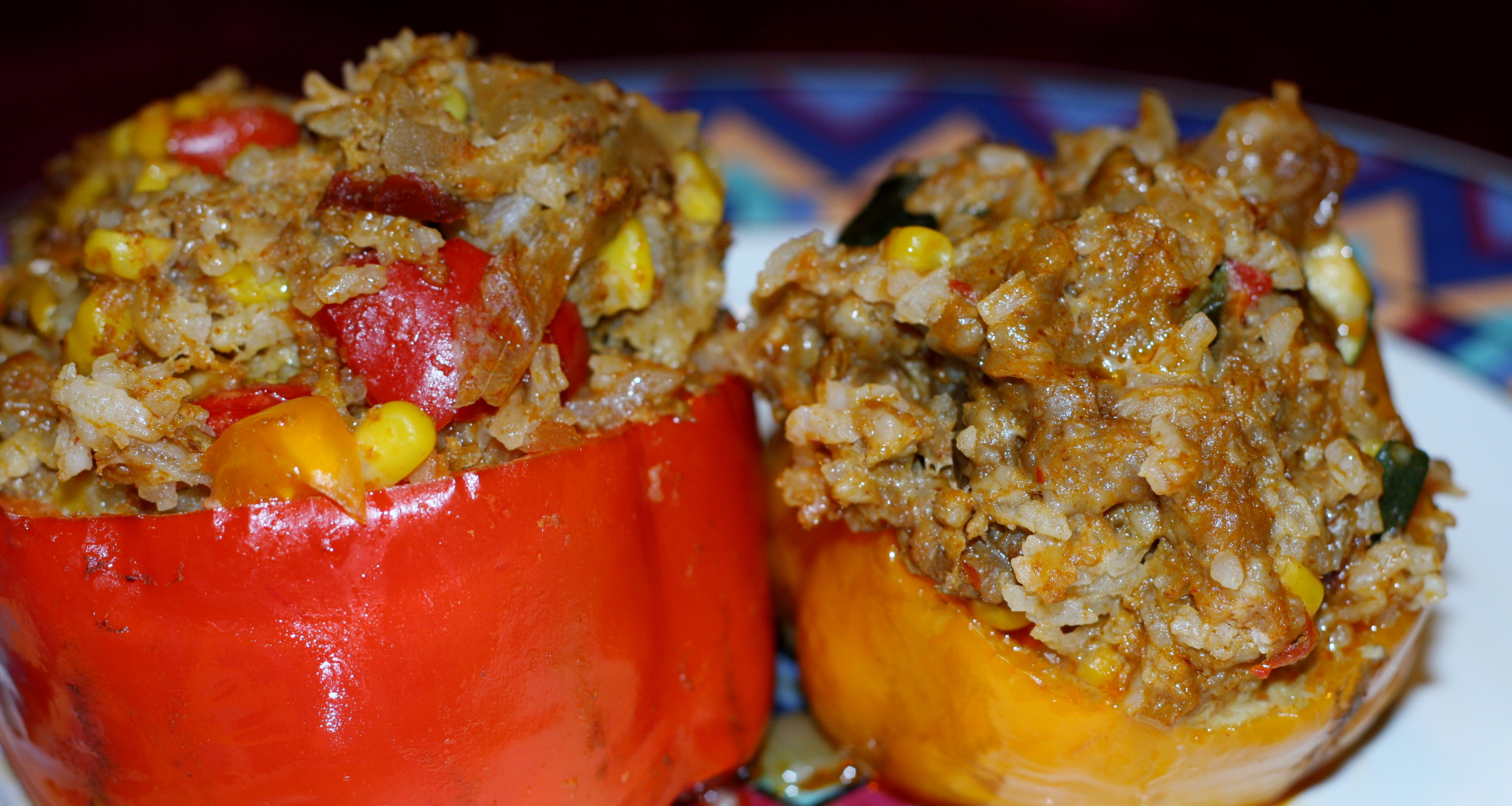
Фарширований перець

Фарширо́ваний пе́рець (рум. ardei umplut) — страва української, болгарської, молдовської та румунської, грузинської, а також азербайджанської кухні (азерб. istiot dolması). Готується з очищеного від насіння солодкого перцю, який наповнюється м'ясним фаршем (зазвичай яловичим, а в азербайджанській кухні — баранячим), рисом і тертими помідорами. Фаршировані перці варяться вертикально в каструлі з водою. До столу подаються зі сметаною.
Також готують вегетаріанський фарширований перець. Замість м'яса кладуть або соєве м'ясо, або гриби, або рис із морквою (іноді капуста). Також додають оливки, сир та інші інгредієнти.